# Höhenrausch (Harald Jähner)

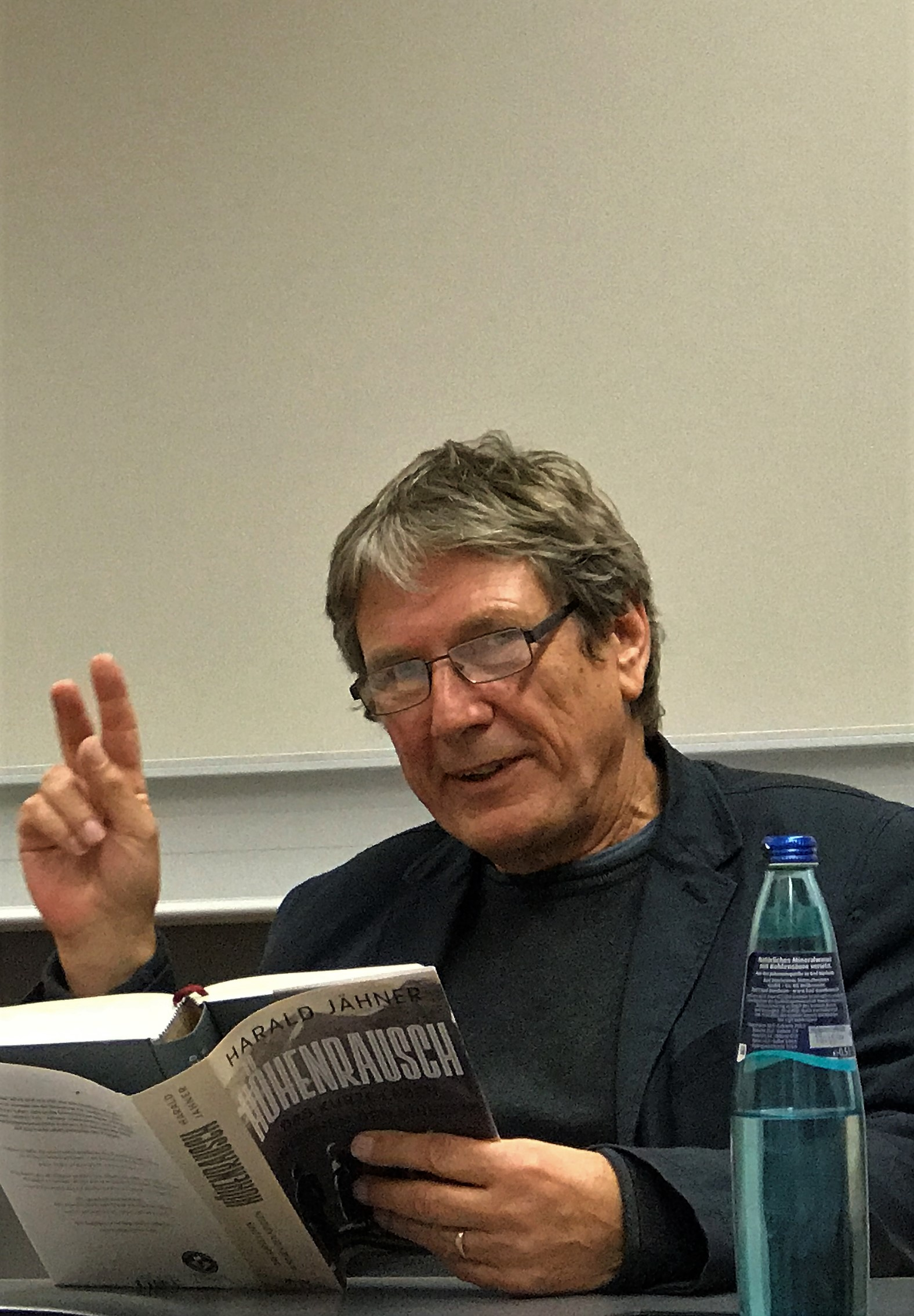
Harald Jähner liest aus Höhenrausch (2022)

Höhenrausch (Untertitel: Das kurze Leben zwischen den Kriegen) ist ein Sachbuch von Harald Jähner, das 2022 bei Rowohlt in Berlin erschien. Darin zeichnet Jähner ein literarisches Wimmelbild von Politik, Wirtschaft, Gesellschaft und Kultur der Weimarer Republik, das ihm von der Gegenwart aus gesehen wie ein „Wackelbild“ erscheint, „überraschend heutig und dann doch wieder auf bizarre Weise fremd“.

## Inhalt
Das Buch geht der Frage nach „Wie fühlte man sich in der Weimarer Republik?“ Dabei wird deutlich, dass die Goldenen Zwanziger (Roaring Twenties) nur ein Drittel der fünfzehnjährigen Existenz der ersten deutschen Republik ausmachten.
In sechs der 14 Buchkapitel schildert Jähner die politischen Hauptereignisse wie das Bündnis des sozialdemokratischen Reichspräsidenten Friedrich Ebert mit dem Chef des Deutschen Heeres Wilhelm Groener zur Bewahrung von Ruhe und Ordnung im Lande und die Rolle der vielen marodierenden Freikorps dabei („Tagelöhner des Todes“), zu der auch die Morde an Rosa Luxemburg und Karl Liebknecht zählen. Dazu zählt auch die Schilderung der Hyperinflation und der Arbeitslosigkeit in Folge der Weltwirtschaftskrise sowie schließlich der Präsidentschaft Paul von Hindenburgs und dessen Machtübergabe an Hitler.

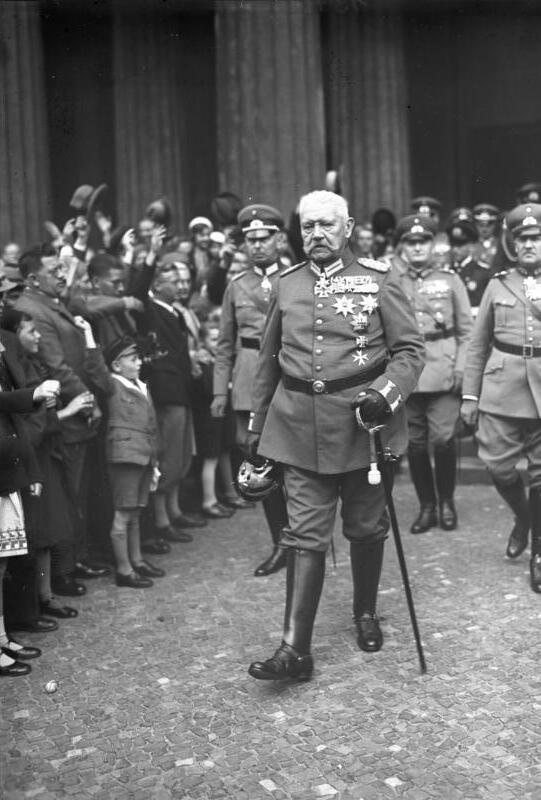
Paul von Hindenburg, Reichspräsident von 1925 bis 1934

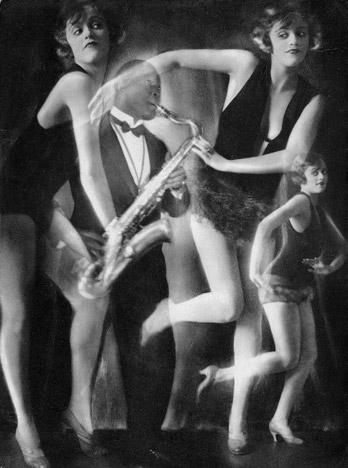
Charleston, Darstellung der Berliner Fotografin Yva (1926 oder 1927)

Die acht anderen Kapitel bilden eine Collage von kulturellen und gesellschaftlichen Themen: Bauhaus und Wohnungsbau für die Massen, das Anwachsen der Angestelltenschicht, insbesondere die neue (selbstständige) Rolle der Frau («Schicksale hinter Schreibmaschinen» – Die Trägerschicht der neuen Zeit), die Rolle des Autoverkehrs, die Charleston-Jahre, Freizeitkult, Angleichung der Geschlechter in der Mode, Kulturelle Konflikte in der Depressionszeit, Linke Presse (Die Weltbühne) – Rechte Presse (Die Tat).
Im Epilog schildert Jähner den Lebensweg von drei Dutzend Protagonisten seiner Erzählungen über 1933 hinaus. Beispiele:
Philipp Scheidemann, der am 9. November 1918 die Republik ausgerufen hatte, flüchtete 1933 erst nach Salzburg, dann nach Prag und schließlich nach Kopenhagen, wo er 1939 verarmt starb.
Waldemar Pabst, als Freikorps-Offizier maßgeblich an der Ermordung von Rosa Luxemburg und Karl Liebknecht beteiligt, machte Karriere im NS-Wirtschaft- und Rüstungsamt, betrieb dann eine Firma, die Waffengeschäfte aus der Schweiz mit der Wehrmacht machte, und betätigte sich auch in der Bundesrepublik als Waffenhändler. Er starb 1970 wohlhabend als NPD-Sympathisant.
Friedl Dicker, eine der erfolgreichsten Bauhaus-Absolventinnen, emigrierte 1936 nach Prag, wurde 1942 mit ihrem Ehemann nach Theresienstadt deportiert und 1944 im KZ Auschwitz ermordet.
Leni Riefenstahl drehte für das NS-Regime Propagandafilme. Nach Kriegsende war sie als Fotografin erfolgreich, fotografierte zum Beispiel für die Sunday Times bei den Olympischen Spielen in München. Sie starb 2003 im Alter von 101 Jahren.
Siegfried Translateur, der als 17-Jähriger den Sportpalastwalzer komponiert hatte, verlor wegen seiner teilweise jüdischen Abstammung seine Arbeitsmöglichkeiten und wurde 1944 in Theresienstadt ermordet.
Yva, eine der erfolgreichsten Fotografinnen der Weimarer Republik, arbeitete bis 1938 in ihrem Atelier, dessen Geschäftsführung sie einer arischen Freundin überlassen hatte. Nach der endgültigen Schließung des Ateliers arbeitete sie als Röntgenassistentin im Jüdischen Krankenhaus Berlin. 1942 wurden sie und ihr Mann verhaftet, ins Vernichtungslager Sobibor deportiert und dort ermordet.

## Rezeption
Klaus Bittermann nennt Harald Jähner in seiner Rezension für die tageszeitung einen großartigen Geschichtenerzähler, der als Kulturjournalist „einen anderen Zugang zur und einen anderen Blick auf die Vergangenheit“ habe. Geschichte bestehe für Jähner aus tragischen, komischen und schrecklichen Geschichten, aus Episoden, die er zum Sprechen bringe und deren Geheimnisse er zu lüften versuche, indem er sie in das große Ganze einfüge, wodurch ein lebendiges Wimmelbild der Gesellschaft entstehe. Ihm gelinge es mit großer Eloquenz und stilistisch elegant, Ereignisse beziehungsweise auch Nichtereignisse zu deuten. Auf facettenreiche Weise entschlüssele Jähner peu à peu die psychologische Struktur der Weimarer Republik.
Auch Alexander Gallus lobt Jähner in der Frankfurter Allgemeinen Zeitung als „Geschichten- und Geschichtserzähler“. Sein gekonnt komponiertes, gut recherchiertes „Weimar-Wimmelbuch“ funktioniere in seiner episodischen Erzählweise bestens. Zu den Stärken des Buchs gehöre, „Weimar nicht vorrangig anhand der Fluchtpunkte deutscher Diktatur- oder Demokratiegeschichte auszurichten, sondern vielmehr die Schwebezustände, Zwischenlagen und Widersprüche der Jahre zwischen 1918 und 1933 vor allem entlang der zeitgenössischen Wahrnehmung und Erfahrung zur Geltung zu bringen“.
Für den Rezensenten der Süddeutschen Zeitung, Gustav Seibt, erfüllt Jähners „historiografischer Feuilletonismus“ auf „seine verwegene, leichtfüßige Art einen alten Historikertraum, die totale Geschichte, in der alle Lebensbereiche systemisch interagieren und zum Epochentableau werden.“
Florian Keisinger (Neue Zürcher Zeitung) lobt, das Buch lese sich spannend wie ein guter Roman, die einzelnen Kapitel seien gekonnt miteinander verwoben, sodass der Erzählfluss – für ein Sachbuch keine Selbstverständlichkeit – niemals abbreche. Allenfalls ein kleiner Wermutstropfen sei, dass Jähner aus Sicht einer hauptstädtischen Avantgarde erzähle. Die Bezüge zu den Erfahrungswelten der Menschen im ländlichen Raum blieben punktuell.
2023 erschien eine Lizenzausgabe der Bundeszentrale für politische Bildung.